# Lajos Zilahy
Lajos Zilahy (Nagyszalonta, 27 marzo 1891 – Novi Sad, 1º dicembre 1974) è stato uno scrittore ungherese.

## Biografia
Venne costretto all'esilio dal suo paese nel 1947,. Scrittore famoso, trascorse diversi decenni della sua vita negli Stati Uniti d'America dove continuò a scrivere in inglese. Venne coinvolto nel mondo del cinema e alcuni suoi romanzi come: Qualcosa galleggia sull'acqua vennero trasportati in pellicola per la regia di Ján Kadár ed Elmar Klos, in questo caso il titolo sarà Nuda dal fiume e la data di uscita per l'occidente subirà un ritardo, due anni dopo l'uscita ufficiale, nel 1971.
Il suo contributo principale è stato la sua capacità di analizzare la classe media ungherese, i loro problemi di carattere sociale e morale.

## Opere
- Due prigionieri, 1931
- I Dukay
- Il bastone bianco
- Il disertore, 1932
- La città che cammina
- Vita serena
- L'anima si spegne